# Manuel Peñalver
Peñalver  Aniorte est un nom espagnol. Le premier nom de famille, en général paternel, est Peñalver ; le second, en général maternel, souvent omis, est Aniorte.
Manuel Peñalver Aniorte, né le 10 décembre 1998 à Torrevieja, est un coureur cycliste espagnol.

## Biographie
Né à Torrevieja (Communauté valencienne), Manuel Peñalver commence le cyclisme à l'âge de 4 ans. Il remporte sa première course dès l'année suivante, à 5 ans.
Dans les catégories de jeunes, il se fait d'abord remarquer sur piste. Il est notamment champion d'Espagne de vitesse par équipes en 2014 chez les cadets puis en 2015 et 2016 chez les juniors. Il rejoint ensuite les rangs espoirs en 2017 et signe au GSport-València Sports-Wolfbike, club de l'élite amateure espagnole. Lors du mois d'aout, il se révèle avec la sélection espagnole en terminant onzième des Championnats d'Europe espoirs à Herning, au sprint. 
Repéré par sa performance aux championnats d'Europe, Peñalver est recruté par l'équipe continentale Trevigiani-Phonix-Hemus 1896 en 2018, sur proposition du découvreur de talents Joxean Fernández Matxín. Dès le début de saison, il se met en évidence en obtenant plusieurs tops dix sur des étapes au Tour de San Juan et à la Colombia Oro y Paz. De retour en Europe, il se classe troisième d'une étape au Tour of Fatih Sultan Mehmet, en Turquie, son premier podium. En septembre, il s'impose au sprint massif sur la dernière étape du Tour de Chine I, sa première victoire professionnelle.
En 2019, il rejoint l'équipe Burgos-BH.
Initialement sélectionné pour le Tour d'Espagne 2022, il est contraint de renoncer à y participer en raison d'un test positif au SARS-CoV-2 le jour du départ. Il n'est pas remplacé au sein de la formation Burgos-BH.

## Palmarès sur route

### Par année
- 2017
  - 2e de la Clásica de la Chuleta
- 2018
  - 7e étape du Tour de Chine I
- 2025
  - 1re étape du Tour du lac Qinghai

### Résultats sur les grands tours

#### Tour d'Espagne
1 participation
- 2022 : non-partant (1re étape)

### Classements mondiaux
| Année                                 | 2018  | 2019  | 2020 | 2021 | 2022  | 2023  | 2024 |
| ------------------------------------- | ----- | ----- | ---- | ---- | ----- | ----- | ---- |
| Classement mondial                    | 1888e | 2595e | 873e | 563e | 1401e | 1230e | 775e |
| UCI Europe Tour                       | 2064e | 1642e | 693e | 450e | 953e  | nc    | nc   |
| UCI Asia Tour                         | 342e  |       |      |      |       |       |      |
|                                       |       |       |      |      |       |       |      |
| Légende : nc = non classéSource : UCI |       |       |      |      |       |       |      |

## Palmarès sur piste

### Championnats d'Espagne
- 2014
  -  Champion d'Espagne de vitesse par équipes cadets (avec Alejandro Martínez et Mikel Montoro)
- 2015
  -  Champion d'Espagne de vitesse par équipes juniors (avec Alejandro Martínez et Mikel Montoro)
- 2016
  -  Champion d'Espagne de vitesse par équipes juniors (avec Alejandro Martínez et Mikel Montoro)
- 2017
  - 2e de la poursuite par équipes[10]